# Нью-Лебанон (Нью-Йорк)
Нью-Лебанон (англ. New Lebanon) — місто (англ. town) в США, в окрузі Колумбія штату Нью-Йорк. Населення — 2514 особи (2020).

## Демографія
Згідно з переписом 2010 року, у місті мешкало 2305 осіб у 1013 домогосподарствах у складі 602 родин. Було 1316 помешкань
Расовий склад населення:
| - 96,4 % — білих - 1,3 % — чорних або афроамериканців - 1,0 % — азіатів - 0,1 % — корінних американців |

До двох чи більше рас належало 1,0 %. Частка іспаномовних становила 2,1 % від усіх жителів.
За віковим діапазоном населення розподілялося таким чином: 17,5 % — особи молодші 18 років, 65,8 % — особи у віці 18—64 років, 16,7 % — особи у віці 65 років та старші. Медіана віку мешканця становила 46,8 року. На 100 осіб жіночої статі у місті припадало 105,8 чоловіків; на 100 жінок у віці від 18 років та старших — 104,0 чоловіків також старших 18 років.
Середній дохід на одне домашнє господарство становив 83 234 долари США (медіана — 54 315), а середній дохід на одну сім'ю — 112 125 доларів (медіана — 72 500). Медіана доходів становила 45 882 долари для чоловіків та 45 815 доларів для жінок. За межею бідності перебувало 8,0 % осіб, у тому числі 9,5 % дітей у віці до 18 років та 0,0 % осіб у віці 65 років та старших.
Цивільне працевлаштоване населення становило 1277 осіб. Основні галузі зайнятості: освіта, охорона здоров'я та соціальна допомога — 23,0 %, будівництво — 13,1 %, мистецтво, розваги та відпочинок — 12,9 %.